# قائمة حلقات دراما المحقق كونان

غلاف الدراما, يظهر فيه الممثل شون أوغوري الذي شارك بدور سينشي كودو.

تم عرض أربع حلقات دراما خاصة بالمحقق كونان (أي تمثيل الأنمي على شكل مسلسل تلفزيوني يشارك فيه ممثلون حقيقيون). الحلقة الأولى والثانية تم بثهما في سنة 2006 و2007 وشارك في شون أوغوري في دور سينشي كودو، بينما الدراما الثالثة والرابعة تم بثها في السنة 2011 و2012 وشارك بها جايومبي ميزوباتا بدور سينشي كودو. تم عرض طاقم عمل الدرامات السابقة في عرض سلسة تلفازية من 13 حلقة وتم عرضها من 7 يوليو 2011 إلى 29 سبتمبر 2011.

## حلقات الدراما
الدراما الأولى كان عنوانها (رسالة تحدي إلى كودو سينشي) تم بثها على تلفزيون نيبون في 2 أكتوبر 2006, شارك فيها كل من:
- شون أوغوري في دور سينشي كودو.
- توموكا كوروكاوا في دور ران موري.
- تاكانوري جياني في دور كوغورو موري.

الدراما الثانية كان عنوانها (عودة سينشي كودو، المواجهة مع المنظمة السوداء) التي عرضت في 7 ديسمبر 2007 وقد تضمنت:
- يو كاشيي في دور شيهو ميانو.
- ساسكي كورانوسوكي في دور جين.
- أوكادا تارو في دور فودكا.
- تاياما ريوسي في دور الدكتور اغاسا.
- شيباتا كيوكا في دور آي هايبرا.

الدراما الثالثة كان عنوانها (رسالة تحدي إلى كودو سينشي! مسرح يوم الخميس الغامض) وقد عرضت في 15 أبريل 2011، تم تغيير بعض الممثلين:
- ميزوباتا جايومبي في دور سينشي كودو.
- كاتسوما شينوري في دور ران موري.
- تاكانوري جياني في دور كوغورو موري.
- هكيميتو سويوكو في دور سونوكو سوزوكي.
- ايتاكي ماساتو في دور ميغوري جوزو.
- اوتسوكا نيني في دور إيري كيساكي.
- ناتسوهي اونيو في دور ميواكو ساتو
- يوشي تسوشيا في دور واتارو تاكاغي

الدراما الرابعة كان عنوانها (كودو سينيتشي وقضية قتل شينسينغومي كيوتو) وقد عرضت في 12 أبريل 2011.
- ميزوباتا جايومبي في دور سينشي كودو.
- كاتسوما شينوري في دور ران موري.
- تاكانوري جياني في دور كوغورو موري.
- يوشي تسوشيا في دور واتارو تاكاغي
- ناتسوهي اونيو في دور ميواكو ساتو
- تور ماتزوكا اونيو في دور هيجي هاتوري
- ري أوكاموتو في دور كازوها توياما

## سلسلة الدراما
وهي سلسلة جديدة بدأت في يوليو من عام 2011 وقد تم عرض 13 حلقة متتالية من دراما المحقق كونان لغاية شهر سبتمبر من نفس العام.